# Ángel Heredero
Ángel Heredero Maderuelo, (nacido el 21 de febrero de 1967 en Arroyo de Cuéllar, Segovia) es un exjugador de baloncesto español. Con 1.97 de estatura, su puesto natural en la cancha era el de alero. 

## Trayectoria
Formado en las categorías inferiores del FC Barcelona, en la temporada 84-85 debuta con el primer equipo culé con solo 17 años. El equipo donde mayor huella dejó fue el Granollers Esportiu Bàsquet, donde jugó 3 años, desde el 86 al 89. También jugó en el Prohaci Mallorca, donde estuvo a punto de ascender a ACB en el año 1992.  